# Liste der kanadischen Meister im Skeleton
Die Liste der kanadischen Meister im Skeleton umfasst alle Sportler, die sich bei den nationalen Meisterschaften Kanadas im Skeleton auf den ersten drei Rängen platzieren konnten.
Die Meisterschaften werden teilweise zu Beginn des Winters und teilweise gegen Ende der Saison ausgefahren. Aus Gründen der Übersichtlichkeit wird in dieser Liste stets das Jahr der zweiten Saisonhälfte angegeben. Beispielsweise fanden im Oktober 2009 im Rahmen der Auswahlrennen für die Nationalkader für den Winter 2009/10 sowohl die Meisterschaften für die abgelaufene als auch für die neue Saison statt: In zwei Läufen am 24. Oktober 2009 wurden die Meister für 2008/09 gekürt, in zwei weiteren Läufen am 25. Oktober 2009 wurden die Titel für 2009/10 vergeben. In der Tabelle werden diese unter 2009 bzw. 2010 aufgelistet. Verband, Medien und Athleten handhaben die Zuordnung von Titelkämpfen zu einem bestimmten Jahr eher uneinheitlich, sodass es zu Unklarheiten kommen kann.

## Platzierungen

### Einer der Männer
| Jahr | Ort      | Meister           | Vize              | Dritter        |
| ---- | -------- | ----------------- | ----------------- | -------------- |
| 1987 | Calgary  | Gary Marlatt      | Lex Peterson      | Ross Glessing  |
| 1988 | Calgary  | Howard Vandall    | Dave Graham       | Chris Elmquist |
| 1989 | Calgary  | Chris Elmquist    | Howard Vandall    | Willi Muller   |
| 1990 | Calgary  | Chris Elmquist    | Frank Stefan      | Gary Williams  |
| 1991 | Calgary  | Chris Elmquist    | Gary Williams     | Frank Stefan   |
| 1992 | Calgary  | Gary Williams     | Frank Stefan      | Warren Walstra |
| 1993 | Calgary  | Ryan Davenport    | Gary Williams     | Denny Simon    |
| 1994 | Calgary  | Ryan Davenport    | Gary Williams     | Scott McBride  |
| 1995 | Calgary  | Ryan Davenport    | Dave Graham       | Mike Glatiotis |
| 1996 | Calgary  | Ryan Davenport    | Scott McBride     | Jeff Pain      |
| 1997 | Calgary  | Ryan Davenport    | Scott McBride     | Jeff Pain      |
| 1998 | Calgary  | Ryan Davenport    | Jeff Pain         | Scott McBride  |
| 1999 | Calgary  | Ryan Davenport    | Scott McBride     | Steve Ovis     |
| 2000 | Calgary  | Jeff Pain         | Pascal Richard    | Duff Gibson    |
| 2001 | Calgary  | Jeff Pain         | Duff Gibson       | Turc Harmesynn |
| 2002 | Calgary  | Duff Gibson       | Jeff Pain         | Paul Boehm     |
| 2003 | Calgary  | Jeff Pain         | Duff Gibson       | Ryan Davenport |
| 2004 | Calgary  | Duff Gibson       | Paul Boehm        | Jeff Pain      |
| 2005 | Calgary  | Paul Boehm        | Duff Gibson       | Keith Loach    |
| 2006 | Calgary  | Jeff Pain         | Duff Gibson       | Paul Boehm     |
| 2007 | Calgary  | Jon Montgomery    | Keith Loach       | Mike Douglas   |
| 2008 | Calgary  | Jon Montgomery    | Paul Boehm        | Jeff Pain      |
| 2009 | Calgary  | Jon Montgomery    | Eric Neilson      | John Fairbairn |
| 2010 | Calgary  | Jon Montgomery    | Jeff Pain         | Mike Douglas   |
| 2011 | Calgary  | Jon Montgomery    | Eric Neilson      | John Fairbairn |
| 2012 | Calgary  | Eric Neilson      | Jon Montgomery    | John Fairbairn |
| 2013 | Calgary  | Eric Neilson      | Dave Greszczyszyn | John Fairbairn |
| 2014 | Whistler | Dave Greszczyszyn | John Fairbairn    | Eric Neilson   |
| 2015 | Calgary  | Dave Greszczyszyn | Barrett Martineau | Greg Rafter    |

### Einer der Frauen
| Jahr | Ort      | Meister                         | Vize                  | Dritter               |
| ---- | -------- | ------------------------------- | --------------------- | --------------------- |
| 1987 | Calgary  | Sue Calvert                     | Deb Nelson            | Carol Bortenlanger    |
| 1988 | Calgary  | Kate McGovern                   | Eileen Dunn           | Carol Bortenlanger    |
| 1989 | Calgary  | Eileen Bahlsen                  | Carol Bortenlanger    | Sandra Heinrich       |
| 1990 | Calgary  | Kate McGovern                   | Monica Zyla           | Elfie Defant          |
| 1991 | Calgary  | Carol Bortenlanger              | Deb Glatiotis         | Val Simon             |
| 1992 | Calgary  | Shauna Sandford                 | Christine Burch       | Elfie Defant          |
| 1993 | Calgary  | Mary-Ann Podgorski              | Elfie Defant          | Amanda Pegler         |
| 1994 | Calgary  | Mary-Ann Podgorski              | Rhonda Danberg        | Elfie Defant          |
| 1995 | Calgary  | Susan Speiran                   | Julia Jaiser          | Brenda Schmaltz       |
| 1996 | Calgary  | Mellisa Hollingsworth           | Rhonda Roark          | Susan Speiran         |
| 1997 | Calgary  | Susan Speiran                   | Mellisa Hollingsworth | Michelle Kelly        |
| 1998 | Calgary  | Susan Speiran                   | Michelle Kelly        | Deanna Panting        |
| 1999 | Calgary  | Susan Adams                     | Lindsay Alcock        | Lesley Hill           |
| 2000 | Calgary  | Michelle Kelly                  | Kendra Herbert        | Amber Kyliuk          |
| 2001 | Calgary  | Michelle Kelly                  | Deanna Panting        | Lindsay Alcock        |
| 2002 | Calgary  | Michelle Kelly                  | Kendra Herbert        | Amber Kyliuk          |
| 2003 | Calgary  | Michelle Kelly                  | Mellisa Hollingsworth | Carla Pavan           |
| 2004 | Calgary  | Lindsay Alcock                  | Michelle Kelly        | Mellisa Hollingsworth |
| 2005 | Calgary  | Lindsay Alcock                  | Mellisa Hollingsworth | Michelle Kelly        |
| 2006 | Calgary  | Lindsay Alcock                  | Mellisa Hollingsworth | Michelle Kelly        |
| 2007 | Calgary  | Michelle Kelly                  | Carla Pavan           | Emily Malcolm         |
| 2008 | Calgary  | Mellisa Hollingsworth           | Michelle Kelly        | Lindsay Alcock        |
| 2009 | Calgary  | Mellisa Hollingsworth           | Amy Gough             | Sarah Reid            |
| 2010 | Calgary  | Mellisa Hollingsworth           | Amy Gough             | Michelle Kelly        |
| 2011 | Calgary  | Mellisa Hollingsworth           | Amy Gough             | Sarah Reid            |
| 2012 | Calgary  | Sarah Reid                      | Lanette Prediger      | Cassie Hawrysh        |
| 2013 | Calgary  | Sarah Reid                      | Cassie Hawrysh        | Lanette Prediger      |
| 2014 | Whistler | Robynne Thompson Cassie Hawrysh | –                     | Jaclyn LaBerge        |
| 2015 | Calgary  | Madison Charney                 | Lanette Prediger      | Elisabeth Vathje      |

## Medaillengewinner
- Platzierung: Gibt die Reihenfolge der Sportler wieder. Diese wird durch die Anzahl der Titel bestimmt. Bei gleicher Anzahl werden die Vizemeisterschaften verglichen und anschließend die dritten Plätze.
- Name: Nennt den Namen des Sportlers.
- Von: Das Jahr, in dem der Sportler das erste Mal unter die besten Drei kam.
- Bis: Das Jahr, in dem der Sportler zum letzten Mal unter die besten Drei kam.
- Titel: Nennt die Anzahl der gewonnenen Meistertitel.
- Silber: Nennt die Anzahl der Vizemeistertitel.
- Bronze: Nennt die Anzahl der Platzierungen auf dem dritten Platz.
- Gesamt: Nennt die Anzahl aller Podiumsplätze (1 bis 3).

### Männer
| Platz | Name              | Von  | Bis  | Titel | Vize | Dritter | Gesamt |
| ----- | ----------------- | ---- | ---- | ----- | ---- | ------- | ------ |
| 1.    | Ryan Davenport    | 1993 | 2003 | 7     | –    | 1       | 8      |
| 2.    | Jon Montgomery    | 2007 | 2012 | 5     | 1    | –       | 6      |
| 3.    | Jeff Pain         | 1996 | 2010 | 4     | 3    | 4       | 11     |
| 4.    | Chris Elmquist    | 1988 | 1991 | 3     | –    | 1       | 4      |
| 5.    | Duff Gibson       | 1996 | 2006 | 2     | 4    | 1       | 7      |
| 6.    | Eric Neilson      | 2009 | 2014 | 2     | 2    | 1       | 5      |
| 7.    | Dave Greszczyszyn | 2013 | 2015 | 2     | 1    | –       | 3      |
| 8.    | Gary Williams     | 1990 | 1996 | 1     | 3    | 1       | 5      |
| 9.    | Paul Boehm        | 2002 | 2008 | 1     | 2    | 2       | 5      |
| 10.   | Howard Vandall    | 1988 | 1989 | 1     | 1    | –       | 2      |
| 11.   | Gary Marlatt      | 1987 | 1987 | 1     | –    | –       | 1      |
| 12.   | Scott McBride     | 1994 | 1999 | –     | 3    | 2       | 5      |
| 13.   | Frank Stefan      | 1990 | 1992 | –     | 2    | 1       | 3      |
| 14.   | Dave Graham       | 1988 | 1995 | –     | 2    | –       | 2      |
| 15.   | John Fairbairn    | 2009 | 2014 | –     | 1    | 4       | 5      |
| 16.   | Keith Loach       | 2005 | 2007 | –     | 1    | 1       | 2      |
| 17.   | Barrett Martineau | 2015 | 2015 | –     | 1    | –       | 1      |
| 17.   | Lex Peterson      | 1987 | 1987 | –     | 1    | –       | 1      |
| 17.   | Pascal Richard    | 2000 | 2000 | –     | 1    | –       | 1      |
| 20.   | Mike Douglas      | 2008 | 2010 | –     | –    | 2       | 2      |
| 21.   | Mike Glatiotis    | 1995 | 1995 | –     | –    | 1       | 1      |
| 21.   | Turc Harmesynn    | 2001 | 2001 | –     | –    | 1       | 1      |
| 21.   | Ross Glessing     | 1987 | 1987 | –     | –    | 1       | 1      |
| 21.   | Willi Muller      | 1989 | 1989 | –     | –    | 1       | 1      |
| 21.   | Steve Ovis        | 1999 | 1999 | –     | –    | 1       | 1      |
| 21.   | Greg Rafter       | 2015 | 2015 | –     | –    | 1       | 1      |
| 21.   | Denny Simon       | 1993 | 1993 | –     | –    | 1       | 1      |
| 21.   | Warren Walstra    | 1992 | 1992 | –     | –    | 1       | 1      |

### Frauen
| Platz | Name                       | Von  | Bis  | Titel | Vize | Dritter | Gesamt |
| ----- | -------------------------- | ---- | ---- | ----- | ---- | ------- | ------ |
| 1.    | Mellisa Hollingsworth      | 1996 | 2011 | 5     | 4    | 1       | 10     |
| 2.    | Michelle Kelly             | 1997 | 2010 | 5     | 3    | 4       | 12     |
| 3.    | Susan Adams, geb. Speiran  | 1995 | 1999 | 4     | –    | 1       | 5      |
| 4.    | Lindsay Alcock             | 2001 | 2008 | 3     | 1    | 2       | 6      |
| 5.    | Sarah Reid                 | 2009 | 2013 | 2     | –    | 2       | 4      |
| 6.    | Kate McGovern              | 1988 | 1990 | 2     | –    | –       | 2      |
| 6.    | Mary-Ann Podgorski         | 1993 | 1994 | 2     | –    | –       | 2      |
| 8.    | Carol Bortenlanger         | 1987 | 1991 | 1     | 1    | 2       | 4      |
| 9.    | Cassie Hawrysh             | 2012 | 2014 | 1     | 1    | 1       | 3      |
| 10.   | Eileen Bahlsen, geb. Dunn  | 1988 | 1989 | 1     | 1    | –       | 2      |
| 11.   | Sue Calvert                | 1987 | 1987 | 1     | –    | –       | 1      |
| 11.   | Madison Charney            | 2015 | 2015 | 1     | –    | –       | 1      |
| 11.   | Shauna Sandford            | 1992 | 1992 | 1     | –    | –       | 1      |
| 11.   | Robynne Thompson           | 2014 | 2014 | 1     | –    | –       | 1      |
| 15.   | Amy Gough                  | 2009 | 2011 | –     | 3    | –       | 3      |
| 16.   | Lanette Prediger           | 2012 | 2015 | –     | 2    | 1       | 3      |
| 17.   | Kendra Herbert             | 2000 | 2002 | –     | 2    | –       | 2      |
| 17.   | Deb Glatiotis, geb. Nelson | 1987 | 1991 | –     | 2    | –       | 2      |
| 17.   | Rhonda Roark, geb. Danberg | 1994 | 1996 | –     | 2    | –       | 2      |
| 20.   | Elfie Defant               | 1990 | 1994 | –     | 1    | 3       | 4      |
| 21.   | Deanna Panting             | 1998 | 2001 | –     | 1    | 1       | 2      |
| 21.   | Carla Pavan                | 2003 | 2007 | –     | 1    | 1       | 2      |
| 23.   | Christine Burch            | 1992 | 1992 | –     | 1    | –       | 1      |
| 23.   | Julia Jaiser               | 1995 | 1995 | –     | 1    | –       | 1      |
| 23.   | Monica Zyla                | 1990 | 1990 | –     | 1    | –       | 1      |
| 26.   | Amber Kyliuk               | 2000 | 2002 | –     | –    | 2       | 2      |
| 27.   | Sandra Heinrich            | 1989 | 1989 | –     | –    | 1       | 1      |
| 27.   | Lesley Hill                | 1999 | 1999 | –     | –    | 1       | 1      |
| 27.   | Jaclyn LaBerge             | 2014 | 2014 | –     | –    | 1       | 1      |
| 27.   | Emily Malcolm              | 2007 | 2007 | –     | –    | 1       | 1      |
| 27.   | Amanda Pegler              | 1993 | 1993 | –     | –    | 1       | 1      |
| 27.   | Brenda Schmaltz            | 1995 | 1995 | –     | –    | 1       | 1      |
| 27.   | Val Simon                  | 1991 | 1991 | –     | –    | 1       | 1      |
| 27.   | Elisabeth Vathje           | 2015 | 2015 | –     | –    | 1       | 1      |